# Навплий (сын Клитония)

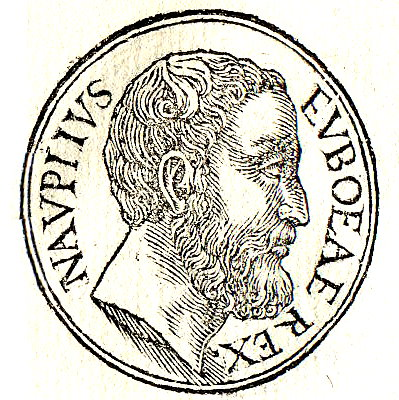
Навплий, сын Клитония. Портрет из сборника биографий
Promptuarii Iconum Insigniorum (1553 год)

Навплий (греч. Ναύπλιος) — персонаж древнегреческой мифологии. Царь Евбеи. Сын Клитония, потомок старшего Навплия. Аргонавт (по Аполлонию).

## Миф
Продал по просьбе Алея его дочь Авгу, по просьбе Катрея — его дочерей Аэропу и Климену (на второй Навплий женился). Жена (согласно трагикам) Климена (дочь Катрея), либо Филира (по поэме «Возвращения»), либо Гесиона (по Керкопу). Дети Паламед, Ойак и Навсимедонт.
Стал требовать удовлетворения за гибель сына Паламеда, но ничего не добился и стал побуждать жен эллинов изменять своим мужьям (Клитемнестру, Эгиалею, Меду). Взмолился Посейдону, чтобы тот поднял бурю при возвращении греков из-под Трои. Сам Навплий зажег факел на горе Каферее (ныне называется Ксилофаг), у Каферейских скал корабли разбились. Когда началась буря, он вынес факел, а тех, кто доплыл до земли, убивал. Есть рассказ, что его преследовали ахейцы, он укрылся у халкидян, и те дали ему для охраны юношей, и место, где они жили, назвали «Станом юношей».
Действующее лицо трагедий Софокла «Навплий приплывающий» и «Навплий-возжигатель» (обе — фрг. 425—435 Радт), трагедий Филокла Старшего, Астидаманта Младшего и Ликофрона «Навплий», мелоса Тимофея «Навплий».